# Kriofile

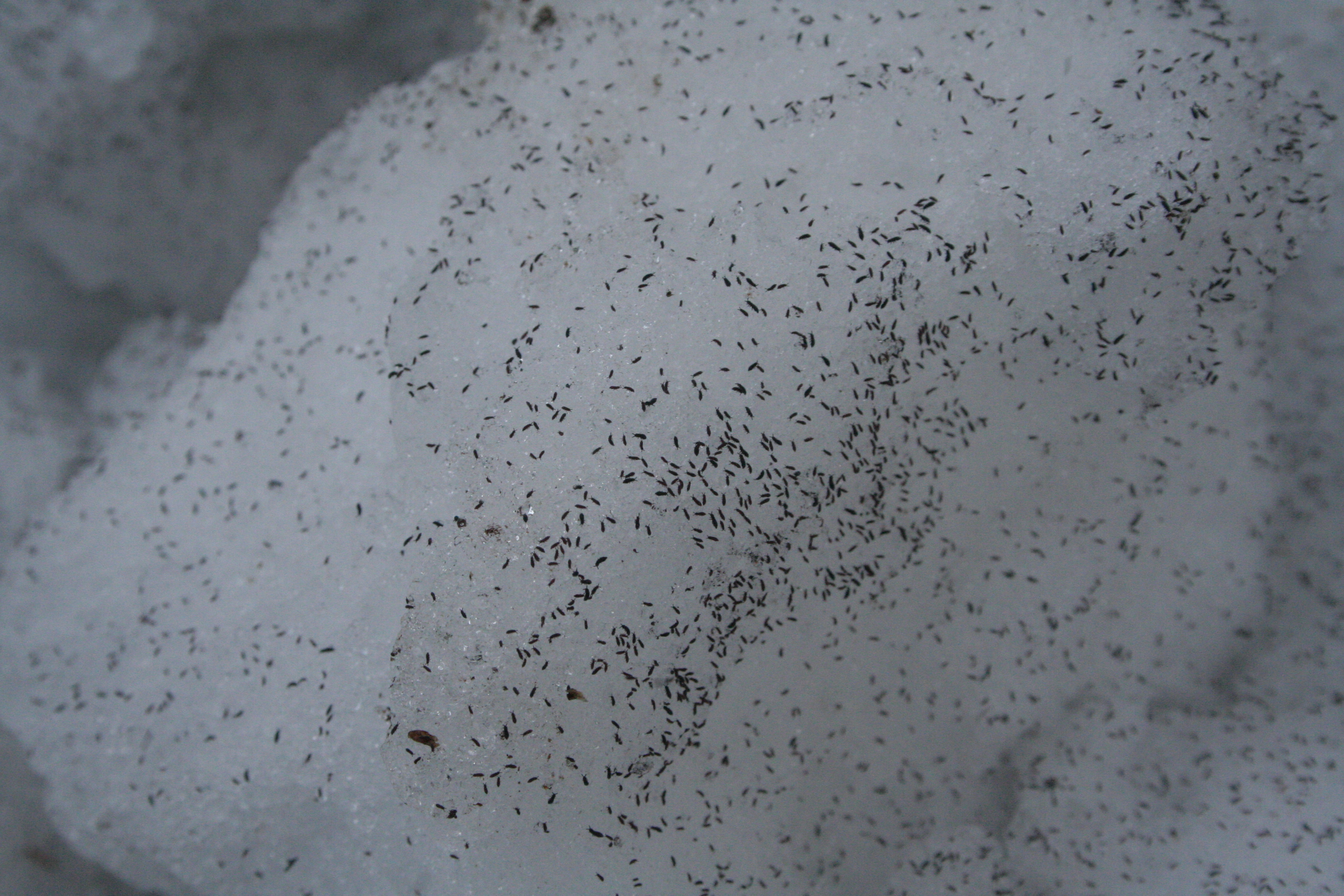
Skoczogonki Desoria nivalis

Kriofile, psychrofile, chionofile – ekstremofilne organizmy żyjące w niskich temperaturach (poniżej 15 °C). Zasiedlają powierzchnię lodu, śniegu itp. Wchodzą w skład krioplanktonu, choć nazwa ta bywa krytykowana, a w zamian proponowane są inne, np. krion (ang. cryon).
Ze względu na zakres tolerancji, można wśród nich wyróżnić:
- kriobionty, psychrofile obligatoryjne – organizmy, które przechodzą cały cykl życiowy w temperaturze bliskiej 0 °C, optimum poniżej 15 °C, nie znoszą temperatury powyżej 20 °C.

- kriofile, psychrofile fakultatywne – organizmy preferujące środowiska chłodne i zimne, jednak występujące także w wyższych temperaturach.

Organizmy występujące w takich środowiskach przypadkowo, nazywane są krioksenami.
Kriofilne glony (kriofity) to zwykle jednokomórkowce zasiedlające błonkę wody pokrywającą nadtopiony śnieg, pobierając biogeny z nagromadzonego na nim kurzu. Czasem glony takie wtapiają się w głąb bryły lodu. Są to głównie zielenice, eugleniny (w górach) i okrzemki (w regionach polarnych). Zespół kriofitów to kriofiton, będący obejmującym fotoautotrofy elementem krioplanktonu (kriosestonu). Kriofity mogą powodować zakwity śniegu latem w górach i na pustyniach lodowych, będące jedną z form zjawiska znanego jako kolorowy śnieg.
Zakwity te mają kolor:
- czerwony – zawłotnia śnieżna (Chlamydomonas nivalis), skotiella śnieżna (Scottiella nivalis), najczęściej w miejscach nasłonecznionych, barwnik – astaksantyna
- zielony – zawłotnia Rostafińskich (Chlamydomonas rostafinskii), Koliella tatrae, Raphidonema nivale, w miejscach zacienionych
- żółtozielony – zawłotnia żółtozielona (Chlamydomonas flavovirens)
- brązowy – ancylonema Nordenskiölda (Ancylonema nordenskioeldii), okrzemki

Niektóre gatunki preferują życie na odsłoniętym lodzie (Ancylonema nordenskioeldii, Ancylonema alaskanum), podczas gdy inne na śniegu (przedstawiciele zawłotniowatych, np. Sanguina nivaloides).
W hydrobotanice za warunki zimne uznaje się nie tylko bliskie zeru stopni Celsjusza, ale w ogóle niższe od 15 °C. Występujące poniżej tej temperatury zakwity wód traktuje się jako odmienne od typowych zakwitów występujących w wodach cieplejszych. Takie zakwity mogą być wywoływane przez psychrofile lub psychrotoleranty.
W przypadku naśnieżnych i zimnolubnych zwierząt, częściej spotyka się określenia z przedrostkiem chiono-: chionobionty, chionofile i chionokseny. Zespoły naśnieżnych owadów określa się jako krioentomofaunę.
W warunkach niekorzystnych (poniżej 0 °C) organizmy kriofilne przechodzą w stan anabiozy, wytwarzają przetrwalniki itp.